# First person view

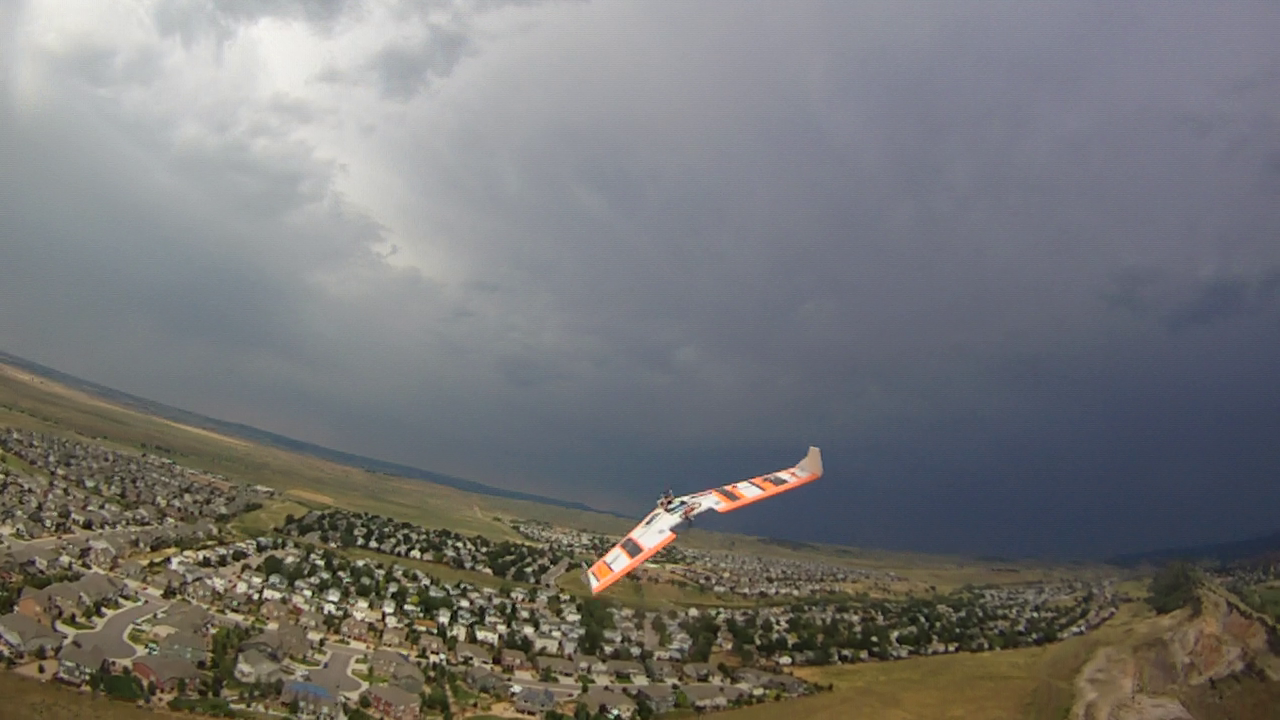
Exemplo de aeromodelismo em first person view

First person view (FPV; em português:  visão em primeira pessoa) é uma modalidade praticada por modelistas de diversas categorias, como por exemplo, aeromodelistas, helimodelistas, automodelistas e etc. Consiste basicamente em pilotar o modelo através de um rádio controle, porém visualizando a imagem em um monitor ou óculos de vídeo apropriado, que é transmitida através de um link de vídeo e câmera instalado no modelo.
Esse conceito está mais difundido entre os aeromodelistas, tanto pela facilidade de implementação como pela disponibilidade de produtos que facilitam seu uso. Dentro da abrangência do aeromodelismo, esse conceito se confunde com os chamados veículos aéreos não tripulados (UAVs), largamente utilizado no meio militar.
Nessa modalidade o piloto de FPV deve pilotar seu aeromodelo sem contato visual com o mesmo, apenas utilizando a imagem que é transmitida pela câmera e transmissor de vídeo instalados no mesmo. Outros dispositivos auxiliam essa navegação, que são os co-pilotos e pilotos automáticos, que são uma configuração avançada em FPV.